# اویجدان
اویجدان، روستایی از توابع بخش مرکزی شهرستان کلاردشت در استان مازندران ایران می باشد.

## جمعیت
این روستا در دهستان کلاردشت غربی قرار دارد و براساس سرشماری مرکز آمار ایران در سال ۱۳۹۵، جمعیت آن ۴۳۱ نفر (۱۵۵خانوار) بوده‌است. مردم اویجدان از قومیت طبری هستند. مردم اویجدان به زبان طبری و گویش کلارستاقی سخن می‌گویند.